# NGC 3865
NGC 3865 је спирална галаксија у сазвежђу Пехар која се налази на NGC листи објеката дубоког неба.
Деклинација објекта је - 9° 13' 59" а ректасцензија 11h 44m 51,9s. Привидна величина (магнитуда) објекта NGC 3865 износи 12,2 а фотографска магнитуда 13,0. NGC 3865 је још познат и под ознакама NGC 3854, MCG -1-30-28, PGC 36581.